# Reggiane Re.2000
Le Reggiane Re.2000 est un chasseur italien contemporain du Macchi M.C.200 et du Fiat G.50 Freccia. Bien que plus valable et plus moderne, il ne connut aucun succès en Italie mais ses qualités furent reconnues à l'étranger.

## Conception
Les concepteurs du Re 2000, Roberto Longhi et Antonio Alessio, furent influencés par le séjour de Longhi aux États-Unis, et le Re 2000 était très semblable dans ses lignes au Seversky P-35. Il adoptait des solutions techniques identiques, en particulier le train d'atterrissage avec repliage des roues vers l'arrière. Soigné sur le plan aérodynamique et bien équilibré, il démontra d'excellentes caractéristiques avec comme seul point faible le moteur manquant de fiabilité.

Il s'agissait du premier avion de la société Reggiane ayant un revêtement (panneaux) en aluminium, plutôt qu'une structure exclusivement en bois.
Le premier vol du prototype eut lieu le 24 mai 1939, à Reggio d'Émilie, avec Mario De Bernardi (en) comme pilote qui atteint une vitesse maximale de 515 km/h à 5 000 m.

Mock Lévriers l'a comparé à d'autres chasseurs et a constaté qu'il pourrait réussir à surpasser le Fiat CR.32 et le Bf-109E allemand. La Regia Aeronautica l'a toutefois rejeté, en raison du manque de fiabilité de son moteur et de réservoirs de carburant vulnérables.
Seules cinq séries ont servi dans la Regia Aeronautica, y compris le prototype. Ces appareils ont été affectés à la Sezione Sperimentale Reggiane de la 74a Squadriglia, basée en Sicile et qui a plus tard été rebaptisée 377a Squadriglia Autonoma Caccia Terrestre, avant de recevoir neuf autres Re 2000s Serie III . Cette escadrille a combattu en Afrique du Nord, Malte et Pantelleria, principalement dans le rôle d'attaque. Le dernier Re 2000 est sorti d'usine en septembre 1942.
La Regia Marina (Marine italienne) a testé une version embarquée du chasseur (Série II) qui a été lancé avec succès par une catapulte, mais l'idée n'a pas été mise en œuvre, et la marine n'a utilisé l'appareil que d'une façon limitée, volant seulement depuis des bases terrestres. À la différence des appareils de la série I, les Série II et III étaient équipées de radios.

## Autres caractéristiques
Les réservoirs du Re 2000 étaient situés dans les ailes, ce qui amena les responsables italiens à le refuser considérant que cela le rendait trop vulnérable pour un chasseur.

## Ses emplois
Le Re 2000 fut utilisé en Italie seulement dans une escadrille opérant en Sicile entre 1941 et 1942 et en tant qu'avion embarqué.
La Hongrie acheta 70 exemplaires et en construisit 192 sous licence, la Suède acheta 60 avions qui restèrent en ligne jusqu'en 1946.
Après avoir testé l'avion avec soin, les Britanniques passèrent commande de 300 exemplaires en janvier 1940, commande qui fut évidemment annulée avec l'entrée en guerre de l'Italie.

## Utilisateurs
Allemagne nazie
- Luftwaffe

 Royaume de Hongrie
- Magyar Légierő

 Royaume d'Italie
- Regia Aeronautica

 Suède
- Svenska flygvapnet

## Aéronefs comparables
- Bloch MB.152
- Curtiss P-36
- Curtiss-Wright CW-21
- Fiat G.50
- Focke-Wulf Fw 190
- Hawker Hurricane
- IAR-80
- Macchi MC.200
- Messerschmitt Bf 109
- Mitsubishi A6M Zero
- Nakajima Ki-43 Hayabusa
- Rogožarski IK-3
- Seversky P-35